# (4518) Райкин
(4518) Райкин (лат. Raikin) — типичный астероид главного пояса, открыт 1 апреля 1976 года советским астрономом Николаем Черных в Крымской астрофизической обсерватории и 25 апреля 1994 года назван в честь советского артиста, режиссёра, конферансье, сценариста и писателя-сатирика Аркадия Райкина.

## Обнаружение и именование
(4518) Райкин
Открыт 1 апреля 1976 года в Научном Н. С. Черных.
Назван в память о выдающемся актёре и исполнителе сатирических зарисовок и монологов, мастере быстрых перевоплощений, основателе и руководителе Государственного театра миниатюр Аркадии Исааковиче Райкине (1911—1987).
Оригинальный текст (англ.)4518 Raikin
Discovered 1976-04-01 by Chernykh, N. S. at Nauchnyj.
Named in memory of Arkadij Isaakovich Raikin (1911—1987), outstanding actor and performer of satirical sketches and monologues, master of quick transformations, founder and leader of the State Theatre of Miniature.
Источники: DISCOVERY.DB; M.P.C. 23352.

## Орбита

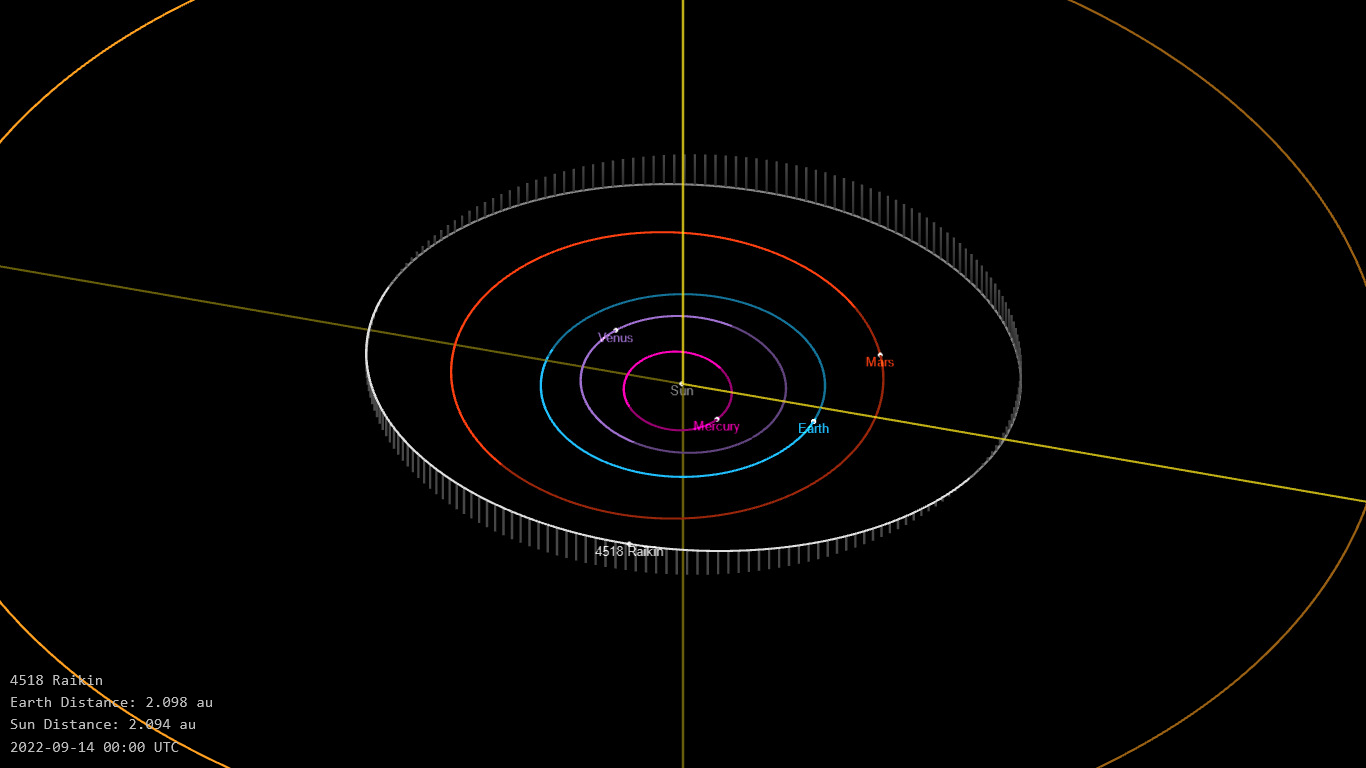
Орбита астероида Райкин и его положение в Солнечной системе

## Физические характеристики
Астероид относится к таксономическому классу V.
По результатам наблюдений в видимом и ближнем инфракрасном диапазоне космического телескопа NEOWISE диаметр астероида оценивался равным 4,302±0,246 км. Согласно тем же источникам альбедо оценивается как 0,2883±0,0524 и 0,288±0,052.